# 赵正书
《赵正书》是北京大学藏西汉竹书（北大汉简）之一种，其主要内容记述秦始皇第五次出巡及死亡、秦二世胡亥继位到秦亡国这段历史中，秦始皇、李斯、秦二世、子婴的言论活动，与《史记》记载部分重合，也有许多不同，分歧有秦二世继位是否合法等。关于《赵正书》的性质、年代、叙事真实性等问题，学界颇有争议。

## 内容
秦始皇病重，召见李斯，李斯和冯去疾请立胡亥，秦始皇同意。胡亥继位后，杀死扶苏、蒙恬，大赦罪人，以赵高为郎中令，“夷其宗族，坏其社稷，燔其律令及故世之藏”。胡亥想巡行天下，子婴进谏，胡亥不听，又想杀李斯，李斯自呈七罪（内容与《史记》相近），并且临终谏言（传世文献未载），胡亥不听，杀了李斯。子婴再次进谏，但胡亥不听，让赵高行使丞相、御史的职权，被赵高杀害。赵高最后被章邯杀死。

## 研究
《赵正书》整理者赵化成认为，《赵正书》成书当在西汉初期，早于《史记》。
2013年，湖南益阳出土《秦二世元年诏书》，其中提及秦二世奉秦始皇遗诏而继位。对于这些出土文献与《史记》的矛盾，孙家洲认为：“至少在目前，《史记》中所记载的秦始皇——秦二世之际的基本历史叙事框架，还不能轻言改写。”而北京师范大学历史学院教授李锐认为《赵正书》有可信度。曾磊则认为《赵正书》塑造的“李斯的忠臣形象虽然与《李斯列传》不符，却很可能是当时社会的普遍看法。”
陈侃理认为《赵正书》与《史记》秦史记载的矛盾，反映了汉人对秦末历史有着不同的历史记忆。
辛德勇发表系列文章《我读〈赵正书〉》，辛德勇认为《赵正书》是小说，不能用于研究秦代政治史。
杨涛通过比较《赵正书》和《史记》记载的西汉初期历史，认为《赵正书》在秦史叙述的掩盖下，影射汉高祖晚年“欲易太子”事件，并表达反对立场。